# Nati nel 1937/Agosto
| Questa pagina contiene informazioni ricavate automaticamente dalle voci biografiche con l'ausilio del template Bio e di un bot. L'aggiornamento è periodico e automatico e ricostruisce completamente la pagina. Se manca una persona in questa lista, sei pregato di non aggiungerla, ma accertati piuttosto che la sua voce biografica contenga il template Bio e che i dati anagrafici siano correttamente compilati. Se il template Bio manca, inseriscilo tu stesso o, in alternativa, metti l'avviso {{tmp\|Bio}} che ne segnala la mancanza. Se i dati riportati sono sbagliati, correggi direttamente la voce biografica; le modifiche saranno visibili in questa lista entro pochi giorni. Per chiarimenti vedi il progetto biografie. La lista contiene solo le 201 persone che sono citate nell'enciclopedia e per le quali è stato implementato correttamente il template Bio. Pagina aggiornata al 2 giu 2025. |

- 1º agosto - Barry Barnes, compositore di scacchi inglese
- 1º agosto - Christian Bernadac, giornalista e scrittore francese († 2003)
- 1º agosto - Joe Buckhalter, cestista e allenatore di pallacanestro statunitense († 2013)
- 1º agosto - Al D'Amato, politico statunitense
- 1º agosto - Tseten Dolma, cantante e soprano tibetana
- 1º agosto - Umberto Guarnieri, ammiraglio e dirigente d'azienda italiano
- 1º agosto - Sergio Nasca, regista e sceneggiatore italiano († 1989)
- 1º agosto - Michele Perriera, scrittore e regista italiano († 2010)
- 1º agosto - Fulvio Scaparro, psicologo e psicoterapeuta italiano
- 2 agosto - Billy Cannon, giocatore di football americano statunitense († 2018)
- 2 agosto - Mariangela Giordano, attrice italiana († 2011)
- 2 agosto - Garth Hudson, musicista e polistrumentista canadese († 2025)
- 2 agosto - Gundula Janowitz, soprano austriaco
- 2 agosto - Jim McLean, calciatore e allenatore di calcio scozzese († 2020)
- 2 agosto - Jaap Oudkerk, pistard olandese († 2024)
- 2 agosto - Umberto Regina, filosofo e storico della filosofia italiano († 2024)
- 3 agosto - Steven Berkoff, attore, regista e commediografo britannico
- 3 agosto - Roland Burris, politico statunitense
- 3 agosto - Décio Crespo, calciatore brasiliano († 2019)
- 3 agosto - Richard Foronjy, attore statunitense († 2024)
- 3 agosto - Andrés Gimeno, tennista spagnolo († 2019)
- 3 agosto - Josef Haas, fondista svizzero († 2024)
- 3 agosto - Patricio Manns, cantautore, poeta e scrittore cileno († 2021)
- 3 agosto - Vincenzo Maranghi, banchiere italiano († 2007)
- 3 agosto - Giuseppe Migliari, pugile italiano
- 3 agosto - Dener Pamplona de Abreu, stilista brasiliano († 1978)
- 4 agosto - David Bedford, polistrumentista, compositore e direttore d'orchestra britannico († 2011)
- 4 agosto - David Holliday, doppiatore e attore statunitense († 1999)
- 4 agosto - Valentino Macchi, attore italiano († 2013)
- 4 agosto - Mario Palombo, politico italiano
- 4 agosto - Thierry Roland, telecronista sportivo e conduttore televisivo francese († 2012)
- 4 agosto - David Seidler, sceneggiatore britannico († 2024)
- 4 agosto - Lamia Solh, principessa libanese
- 4 agosto - Sergio Zaniboni, fumettista italiano († 2017)
- 4 agosto - Maggie d'Abo, modella e attrice britannica
- 5 agosto - Herb Brooks, hockeista su ghiaccio e allenatore di hockey su ghiaccio statunitense († 2003)
- 5 agosto - James Carlisle, politico antiguo-barbudano
- 5 agosto - Manuel Pinto da Costa, politico e economista saotomense
- 5 agosto - Alan Howard, attore inglese († 2015)
- 5 agosto - Gordon Johncock, ex pilota automobilistico statunitense
- 5 agosto - Mario Liberalato, calciatore italiano († 2022)
- 5 agosto - Brian Marsden, astronomo britannico († 2010)
- 5 agosto - Vincenzo Meo, politico italiano († 2015)
- 5 agosto - Antonio Parella Trallero, hockeista su pista e allenatore di hockey su pista spagnolo († 2022)
- 5 agosto - Dan Shomron, generale israeliano († 2008)
- 6 agosto - Baden Powell de Aquino, chitarrista e compositore brasiliano († 2000)
- 6 agosto - Fedele Confalonieri, dirigente d'azienda italiano
- 6 agosto - Charlie Haden, contrabbassista statunitense († 2014)
- 6 agosto - Adriano La Regina, archeologo e etruscologo italiano
- 6 agosto - Norberta López, cestista paraguaiana († 2007)
- 6 agosto - Jan Nilsen, calciatore norvegese († 2016)
- 6 agosto - John Parke, calciatore nordirlandese († 2011)
- 6 agosto - Onelio Prandini, politico italiano
- 6 agosto - Barbara Windsor, attrice britannica († 2020)
- 7 agosto - Folker Bohnet, attore, regista e drammaturgo tedesco († 2020)
- 7 agosto - Tore Eriksson, biatleta svedese († 2017)
- 8 agosto - Jorge Cafrune, cantante argentino († 1978)
- 8 agosto - Italo Galbiati, allenatore di calcio e calciatore italiano († 2023)
- 8 agosto - Tom Georgeson, attore inglese
- 8 agosto - Dustin Hoffman, attore statunitense
- 8 agosto - Bruno Lauzi, cantautore, compositore e cabarettista italiano († 2006)
- 8 agosto - Louis Neefs, cantante belga († 1980)
- 8 agosto - Luigi Saraceni, magistrato, avvocato e politico italiano († 2024)
- 8 agosto - Rodolfo Viola, pittore italiano
- 8 agosto - Cornelis Vreeswijk, cantautore olandese († 1987)
- 8 agosto - Bent Wolmar, calciatore danese († 2024)
- 9 agosto - Carlo Antognini, critico letterario, critico d'arte e editore italiano († 1977)
- 9 agosto - Giovanni Bacciardi, politico italiano
- 9 agosto - Virginia Grant, nuotatrice canadese († 2017)
- 9 agosto - Renato Longo, ciclocrossista e ciclista su strada italiano († 2023)
- 9 agosto - Valentin Alekseevič Morozov, regista sovietico
- 9 agosto - Remo Musumeci, giornalista e scrittore italiano († 2015)
- 9 agosto - Hans Nowak, calciatore tedesco († 2012)
- 9 agosto - Fulvio Palopoli, politico italiano († 2008)
- 9 agosto - Nelson Villagra, attore cileno
- 10 agosto - Andrij Biba, allenatore di calcio e ex calciatore sovietico
- 10 agosto - Vjačeslav Chrynin, cestista sovietico († 2021)
- 10 agosto - Ernesto Mazzoni, politico italiano († 2023)
- 10 agosto - Maurizio Noci, politico italiano († 2019)
- 10 agosto - Anatolij Aleksandrovič Sobčak, docente e politico russo († 2000)
- 10 agosto - Dieter Stinka, ex calciatore tedesco
- 10 agosto - Cesare Volpato, ex cestista italiano
- 10 agosto - Lucinda Williams, ex velocista statunitense
- 11 agosto - Domenico Contestabile, politico italiano († 2022)
- 11 agosto - Kip King, attore e doppiatore statunitense († 2010)
- 11 agosto - Allegra Kent, ex ballerina statunitense
- 11 agosto - Anna Massey, attrice britannica († 2011)
- 12 agosto - Thommy Berggren, attore svedese
- 12 agosto - Herman De Croo, politico belga
- 12 agosto - Enzo Monteduro, attore italiano († 2009)
- 13 agosto - Gianni Caleffi, calciatore italiano († 2014)
- 13 agosto - Bruno Capra, calciatore italiano († 2025)
- 13 agosto - Egidio Ghersetich, ex calciatore italiano
- 13 agosto - Omar Ricciardi, scultore argentino
- 13 agosto - James David Santini, politico e avvocato statunitense († 2015)
- 13 agosto - Felicia Weathers, soprano statunitense
- 14 agosto - Fran Bennett, attrice statunitense († 2021)
- 14 agosto - Franco Bevilacqua, giornalista, grafico e illustratore italiano
- 14 agosto - António Paula, ex calciatore portoghese
- 15 agosto - Hanafi Abou Taleb, ex cestista egiziano
- 15 agosto - Judy Biggert, politica statunitense
- 15 agosto - Raoul Casadei, musicista e compositore italiano († 2021)
- 15 agosto - Amador Cortés García, calciatore spagnolo († 2005)
- 15 agosto - Denis Papas, ex calciatore e allenatore di calcio francese
- 15 agosto - Stefano Rolla, regista italiano († 2003)
- 15 agosto - Bounnhang Vorachith, politico laotiano
- 16 agosto - Peter Burke, storico britannico
- 16 agosto - Lorraine Gary, attrice statunitense
- 16 agosto - Domenico Mario Nuti, economista italiano († 2020)
- 16 agosto - Uncle Elmer, wrestler statunitense († 1992)
- 17 agosto - Spiros Focas, attore greco († 2023)
- 17 agosto - Monika Ertl, attivista e politica tedesca († 1973)
- 17 agosto - Michael Louis Fitzgerald, cardinale e arcivescovo cattolico britannico
- 17 agosto - Patricia Grace, scrittrice neozelandese
- 17 agosto - Gerrit Korteweg, nuotatore olandese († 2022)
- 17 agosto - Enrico Nicchi, calciatore italiano († 2013)
- 18 agosto - Jean Alingué Bawoyeu, politico ciadiano
- 18 agosto - Emiliano Giordano, calciatore e allenatore di calcio italiano († 2022)
- 18 agosto - Edward Stachura, poeta, scrittore e cantautore polacco († 1979)
- 19 agosto - Ron Abegglen, cestista e allenatore di pallacanestro statunitense († 2018)
- 19 agosto - Victor Bach, pianista, organista e direttore d'orchestra italiano († 2018)
- 19 agosto - Richard Møller Nielsen, allenatore di calcio e calciatore danese († 2014)
- 19 agosto - Aleksandr Valentinovič Vampilov, drammaturgo sovietico († 1972)
- 20 agosto - Nicola Arena, mafioso italiano († 2022)
- 20 agosto - Stelvio Cipriani, musicista e compositore italiano († 2018)
- 20 agosto - Dave Kocourek, giocatore di football americano statunitense († 2013)
- 20 agosto - Andrej Končalovskij, regista, sceneggiatore e produttore cinematografico sovietico
- 20 agosto - Bobby Smith, cestista e allenatore di pallacanestro statunitense († 2020)
- 20 agosto - Georg Thoma, ex combinatista nordico tedesco
- 21 agosto - Roberto Conforti, generale italiano († 2017)
- 21 agosto - Donald Dewar, politico scozzese († 2000)
- 21 agosto - Giancarlo Guardabassi, disc jockey, cantante e paroliere italiano († 2024)
- 21 agosto - Sergio Neri, pedagogista, insegnante e educatore italiano († 2000)
- 21 agosto - Gustavo Noboa, politico ecuadoriano († 2021)
- 21 agosto - Robert Stone, scrittore statunitense († 2015)
- 22 agosto - Laurie Brown, allenatore di calcio e calciatore inglese († 1998)
- 22 agosto - Joan Crawford, ex cestista statunitense
- 22 agosto - Pat Gillick, dirigente sportivo statunitense
- 22 agosto - Donald MacLeary, ex ballerino scozzese
- 22 agosto - Gennadij Matveev, allenatore di calcio e calciatore sovietico († 2014)
- 22 agosto - Italo Moscati, scrittore, sceneggiatore e regista italiano
- 22 agosto - Francesco Musso, ex pugile italiano
- 22 agosto - Cesare Paolantonio, pittore italiano († 2015)
- 22 agosto - Ary Toledo, umorista e cantante brasiliano († 2024)
- 22 agosto - Pierluigi Zerbinati, comico, imitatore e cabarettista italiano († 2011)
- 22 agosto - Rifa'at al-Assad, politico e generale siriano
- 23 agosto - Antonio Padoa-Schioppa, giurista e storico italiano
- 24 agosto - Moshood Abiola, politico e imprenditore nigeriano († 1998)
- 24 agosto - Bob Anderegg, cestista statunitense († 2024)
- 24 agosto - Alvise Battain, attore e doppiatore italiano († 2023)
- 24 agosto - Gary Burrell, imprenditore e ingegnere elettrico statunitense († 2019)
- 24 agosto - Felice Colombo, imprenditore e dirigente sportivo italiano
- 24 agosto - Waldemar Kaszubski, ex calciatore polacco
- 24 agosto - Walter Luchetti, agronomo italiano
- 24 agosto - Connie Mason, modella e attrice statunitense
- 24 agosto - Guido Pistocchi, trombettista, cantante e arrangiatore italiano († 2022)
- 24 agosto - Giovanni Tantillo, dirigente d'azienda italiano († 2005)
- 25 agosto - Virginia Euwer Wolff, scrittrice statunitense
- 25 agosto - Jürgen Rose, scenografo, costumista e regista teatrale tedesco
- 25 agosto - Lones Wigger, tiratore a segno statunitense († 2017)
- 26 agosto - Damiano Caruso, mafioso italiano († 1973)
- 26 agosto - Nina Companeez, sceneggiatrice e regista francese († 2015)
- 26 agosto - Brian Edgley, allenatore di calcio e calciatore inglese († 2019)
- 26 agosto - Luciano Faraguti, politico italiano († 2018)
- 26 agosto - Gennadij Ivanovič Janaev, politico sovietico († 2010)
- 26 agosto - Tat'jana Kudrjavceva, ex cestista sovietica
- 26 agosto - Werner Linß, calciatore tedesco orientale († 2012)
- 26 agosto - György Lipták, calciatore ungherese († 2024)
- 26 agosto - Enrico Novellini, politico italiano († 2011)
- 26 agosto - Valerij Popenčenko, pugile sovietico († 1975)
- 26 agosto - Otto John Schaden, egittologo statunitense († 2015)
- 26 agosto - Franca Stagi, architetto italiana († 2008)
- 26 agosto - Kenji Utsumi, doppiatore e attore giapponese († 2013)
- 26 agosto - Antonio Vernole, dirigente sportivo italiano
- 27 agosto - Alice Coltrane, pianista, organista e arpista statunitense († 2007)
- 27 agosto - Tommy Sands, cantante e attore statunitense
- 27 agosto - Phil Shulman, cantante e polistrumentista britannico
- 27 agosto - Jay Silvester, ex discobolo statunitense
- 28 agosto - Giovanni Arvedi, imprenditore e dirigente sportivo italiano
- 28 agosto - Alessandro Barberis, dirigente d'azienda italiano († 2024)
- 28 agosto - Haydee Coloso, nuotatrice filippina († 2021)
- 28 agosto - Giorgio Jegher, maratoneta italiano († 1997)
- 28 agosto - Tony Marchant, ex pistard australiano
- 28 agosto - Joe Osborn, bassista statunitense († 2018)
- 28 agosto - Ambrogio Valadè, calciatore italiano († 2007)
- 28 agosto - Martin West, attore statunitense († 2019)
- 29 agosto - Pasquale Carminucci, ginnasta italiano († 2015)
- 29 agosto - James Florio, politico statunitense († 2022)
- 29 agosto - Henk Hermsen, pallanuotista olandese († 2022)
- 29 agosto - Jackie 'Butch' Jenkins, attore statunitense († 2001)
- 29 agosto - Dieter Kalenbach, fumettista tedesco († 2021)
- 29 agosto - Sandro Lopez Nunes, scrittore, drammaturgo e saggista italiano († 2023)
- 30 agosto - Fausto Pinto da Silva, ex calciatore brasiliano
- 30 agosto - Bruce McLaren, pilota automobilistico e ingegnere neozelandese († 1970)
- 30 agosto - Eugenio Rizzolini, calciatore italiano († 2025)
- 31 agosto - Warren Berlinger, attore statunitense († 2020)
- 31 agosto - Nerone Ceccarelli, scultore italiano († 1996)
- 31 agosto - Nikos Eleutheriadīs, ex calciatore cipriota
- 31 agosto - Gunter Hampel, clarinettista, flautista e compositore tedesco
- 31 agosto - Enrico Musiani, cantante italiano († 2024)
- 31 agosto - Carlo Sangalli, politico italiano